# Ptychohyla zophodes
Ptychohyla zophodes är en groddjursart som beskrevs av Campbell och William Edward Duellman 2000. Ptychohyla zophodes ingår i släktet Ptychohyla och familjen lövgrodor. IUCN kategoriserar arten globalt som otillräckligt studerad. Inga underarter finns listade i Catalogue of Life.